# صاحب الظل الطويل (رواية)
صاحب الظل الطويل (بالإنجليزية: Daddy-Long-Legs)‏ رواية رسائلية صدرت عام 1912 للكاتبة الأمريكية جين ويبستر. وتحكي الرواية قصة البطلة، جيروشا «جودي» آبوت، وهي تغادر دار الأيتام وتُرسل إلى الكلية من قِبل أحد الأوصياء التي لم تره قط. نُشرت الرواية في البداية على شكل حلقات في أعداد أبريل-سبتمبر 1912 من جريدة منزل السيدات، ونشرتها شركة القرن لأول مرة في أكتوبر 1912.

## وصلات خارجية
- صاحب الظل الطويل على موقع المكتبة المفتوحة (الإنجليزية)
- صاحب الظل الطويل على موقع مشروع غوتنبرغ (الإنجليزية)
- صاحب الظل الطويل على موقع مشروع غوتنبرغ (الإنجليزية)
- صاحب الظل الطويل على موقع الموسوعة البريطانية (الإنجليزية)